# 桐谷多恵子
桐谷 多恵子（きりや たえこ）は日本の現代史研究者および社会学者。
専門は、広島・長崎・沖縄の被爆者研究ならびに被爆地の復興史研究。自身も被爆三世であることを公表し、被爆者からの丹念な証言の聴き取りに基づく研究を行う。

## 経歴
法政大学国際文化学部卒業。広島市立大学大学院国際学研究科博士前期課程修了。法政大学大学院国際文化研究科博士後期課程修了、博士（国際文化）
日本学術振興会特別研究員、法政大学大学院で非常勤講師を経て、2010年4月より2016年3月まで広島市立大学・広島平和研究所の専任講師として勤務。同年4月より2024年3月まで長崎大学・核兵器廃絶研究センター客員研究員。2017年4月より法政大学、東京医療学院大学、多摩大学にて非常勤講師を経て、2022年4月より多摩大学グローバルスタディーズ学部・専任講師。2025年4月より同学部准教授。

## 賞歴
- 平野健一郎賞（日本国際文化学会、2021年）[4]

## 著書
- （共著・編集委員）広島市立大学広島平和研究所編『平和と安全保障を考える事典』法律文化社、2016年 ISBN 978458903739-8[5]
- （共著）熊田泰章編『国際文化研究への道: 共生と連帯を求めて』彩流社、2013年 ISBN 9784779118968

## 論文
- （福島在行との共著）「ヒロシマはいかなる「平和」を示そうとしてきたか：1947 年から1950 年代における広島市長「平和宣言」の基礎的分析から」『紀要』（多摩大学グローバルスタディーズ学部）第16号、2024年
- 「広島の観光における被爆者証言活動の意味： 切明千枝子さんの修学旅行者への対応経験を中心に」『紀要』（多摩大学グローバルスタディーズ学部）第15号、2023年[6]
- 「切明千枝子さんの思想とその個人史的背景: 講演をより深く読み込むために」『平和文化研究』（長崎総合科学大学 長崎平和文化研究所）第42集、2022年[7]
- 「私にとっての国際文化学: 痛みを抱える個人の尊厳と向き合える学問のために」『インターカルチュラル』（日本国際文化学会）第19号、2021年[8]
- 「浦上の「受難」と「復興」における文化の存続: キリスト教修道士・岩永富一郎の活動を中心に」『インターカルチュラル』（日本国際文化学会）第18号、2020年[9]